# Значково (Вольнянский район)
Значково (укр. Значкове) — село,
Павловский сельский совет,
Вольнянский район,
Запорожская область,
Украина.
Код КОАТУУ — 2321586106. Население по переписи 2001 года составляло 354 человека.

## Географическое положение
Село Значково находится в 1-м км от правого берега реки Солёная,
на расстоянии в 1 км от сёл Василевка и Резедовка.
По селу протекает пересыхающий ручей с запрудой.
Рядом проходит железная дорога, станция Платформа 1074 км.

## История
- 1865 год — дата основания.

## Достопримечательности
- Братская могила советских воинов.